# Turraea pervillei
Turraea pervillei är en tvåhjärtbladig växtart som beskrevs av Henri Ernest Baillon. Turraea pervillei ingår i släktet Turraea och familjen Meliaceae. Inga underarter finns listade i Catalogue of Life.